# Tournoi de tennis de Bolivie
Le tournoi de tennis de Bolivie est un tournoi de tennis féminin du circuit professionnel WTA qui se joue sur dur en extérieur.
Il est créé en 2024 pour rejoindre les tournois classés en WTA 125.

## Palmarès

### Simple
| No | Date       | Nom et lieu du tournoi   | Catégorie | Dotation  | Surface      | Vainqueure  | Finaliste       | Score     |         |
| -- | ---------- | ------------------------ | --------- | --------- | ------------ | ----------- | --------------- | --------- | ------- |
| 1  | 28-10-2024 | Bolivia Open, Santa Cruz | WTA 125   | 115 000 $ | Terre (ext.) | Anca Todoni | Emiliana Arango | 7-65, 6-0 | Tableau |

### Double
| No | Date       | Nom et lieu du tournoi  | Catégorie | Dotation  | Surface      | Vainqueures                          | Finalistes                        | Score    |         |
| -- | ---------- | ----------------------- | --------- | --------- | ------------ | ------------------------------------ | --------------------------------- | -------- | ------- |
| 1  | 28-10-2024 | Bolivia Open Santa Cruz | WTA 125   | 115 000 $ | Terre (ext.) | Nuria Brancaccio Leyre Romero Gormaz | Aliona Bolsova Valeriya Strakhova | 6-4, 6-4 | Tableau |